# Achillea ageratifolia
Achillea ageratifolia là một loài thực vật có hoa trong họ Cúc. Loài này được (Sibth. & Sm.) Benth. & Hook.f. mô tả khoa học đầu tiên năm 1873.